# الزارات
الزارات (به عربی: الزارات) یک منطقهٔ مسکونی در تونس است که در استان قابس واقع شده‌است. الزارات ۵٬۲۰۵ نفر جمعیت دارد.